# Warrior (motorfiets)
Warrior is een Brits historisch merk van motorfietsen.
De bedrijfsnaam was Warrior Motorcycle Co., London. 
Dit was een Engels merk dat van 1921 tot 1923 slechts één model maakte, waarin een 247 cc Villiers-blok zat.